# 도다촌 (히로시마현)
도다촌(일본어: 戸田村)은 일본 히로시마현 혼지군에 있던 촌이다. 현재의 후쿠야마시의 일부에 해당한다.

## 역사
- 1889년 4월 1일 - 정촌제 시행에 의해 혼지군 도다촌이 성립하였다.
- 1895년 9월 21일 - 도다촌이 분립으로 도데촌, 지카타촌이 신설해 폐지되었다.

## 참고문헌
- 角川日本地名大辞典 34 広島県
- 『市町村名変遷辞典』東京堂出版、1990年